# Tuojiangosaurus
Tuojiangosaurus („ještěr od řeky Tuo“) byl rod stegosauridního ptakopánvého dinosaura, žijícího v období svrchní jury (asi před 161 až 156 miliony let) na území současné Číny. Je možné, že rody Chialingosaurus a Chungkingosaurus jsou ve skutečnosti mladými jedinci tohoto rodu. Formálně byl tento rod popsán roku 1977.

## Rozměry
Tuojiangosaurus byl poměrně velkým a mohutným zástupcem své skupiny. Dosahoval délky asi 6,5 až 7 metrů dlouhý a vážil kolem 2800 kg. Představoval tedy velkého a robustního býložravého stegosauridního dinosaura.

## Charakteristika
Rod Tuojiangosaurus je zatím největším a nejlépe známým asijským zástupcem čeledi Stegosauridae. Podobně jako jiné rody této čeledi, se vyznačoval malou, nízkou hlavou s bezzubým zobákem a malými zuby v čelistech, obloukovitým hřbetem, mohutně stavěným tělem, sloupovitými končetinami a dlouhým ocasem. Na hřbetě mel dvě řady vertikálně stojících kostěných špičatých plátů. Na konci svého svalnatého ocasu měl dva páry dlouhých trnů, jenž představovaly nebezpečnou zbraň. Jeden pár plochých trnů chránil plece tohoto dinosaura a je pravděpodobné, že krk a trup chránily malé kostěné hrboly.

## Paleobiologie

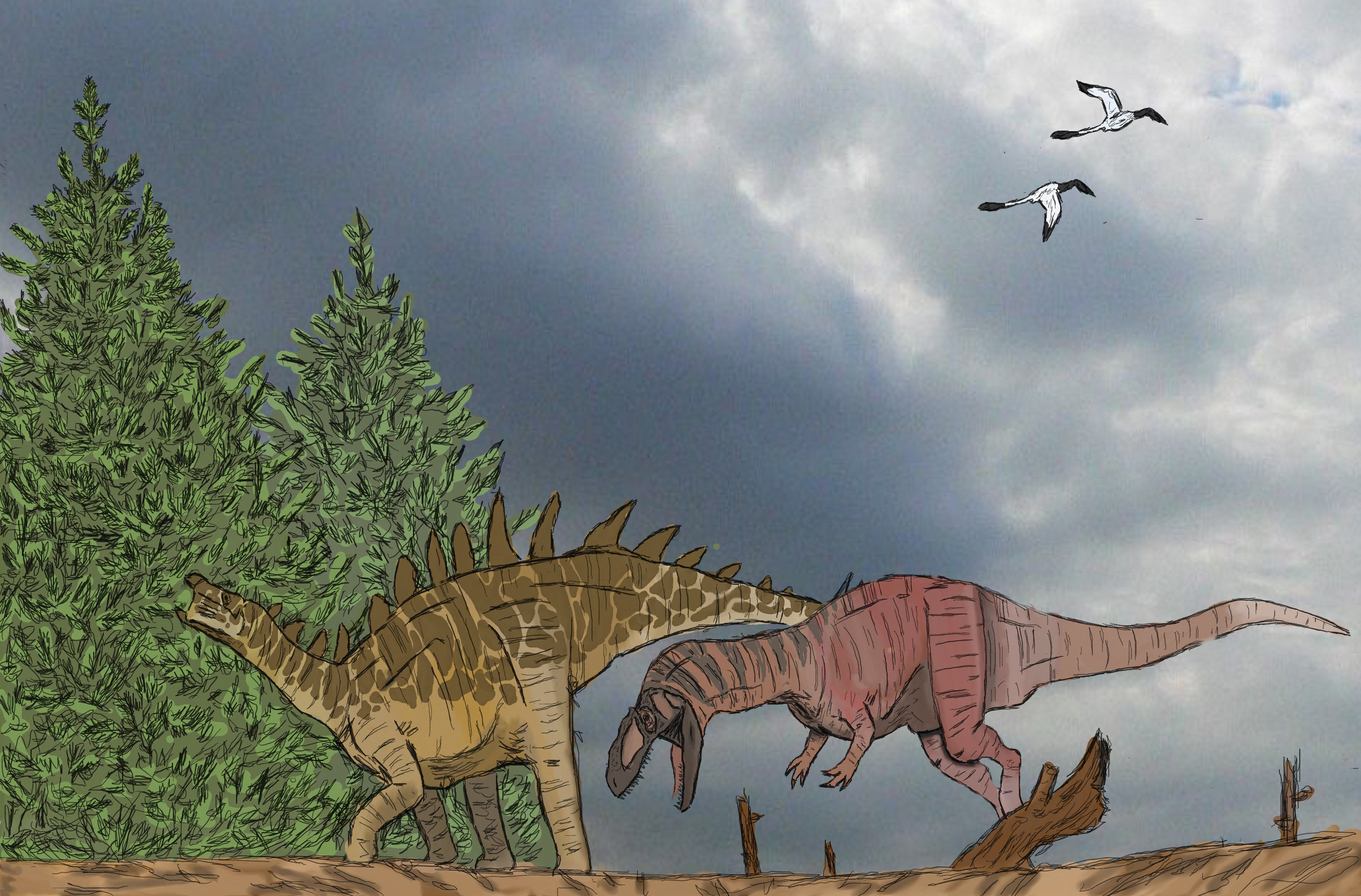
Dravý teropod Yangchuanosaurus shangyouensis útočí na stegosaurida druhu Tuojiangosaurus multispinus.

Tuojiangosaurus byl přizpůsobený spásání přízemní vegetace. Hlavu nosil pravděpodobně méně než půl metru nad zemí. Představoval zřejmě zvíře žijící samotářsky a nebo v malých skupinkách, protože na rozdíl od některých jiných skupin dinosaurů (Ceratopsidae, Ornithopoda či Sauropoda) nejsou indicie či důkazy, které by nasvědčovaly skupinovému životu některého ze zástupců infrařádu Stegosauria. Navzdory samotářskému způsobu života se zřejmě nemusel obávat dravých dinosaurů, kteří žili po jeho boku (např. Monolophosaurus, Sinraptor). V případě napadení dravcem se nejspíš uměl dobře bránit nebezpečnými trny na ocase.
Hřbetní pláty mu nesloužily na obranu. Byly poměrně křehké, plné krevních kanálků, nevhodné na ochranu před silnými drápy či zuby teropodů. Jejich účelem bylo pravděpodobně vyzařování přebytečného tepla, případně předvádění se samců před samicemi.